# Хашбах на Ремигијузбергу
Хашбах на Ремигијузбергу (њем. Haschbach am Remigiusberg) општина је у њемачкој савезној држави Рајна-Палатинат. Једно је од 98 општинских средишта округа Кузел. Према процјени из 2010. у општини је живјело 716 становника. Посједује регионалну шифру (AGS) 7336034.

## Географски и демографски подаци
Хашбах на Ремигијузбергу се налази у савезној држави Рајна-Палатинат у округу Кузел. Општина се налази на надморској висини од 240 метара. Површина општине износи 4,0 km². У самом мјесту је, према процјени из 2010. године, живјело 716 становника. Просјечна густина становништва износи 178 становника/km².